# Suso Fandiño
Suso Fandiño, nacido en Santiago de Compostela el 8 de abril de 1971,  es un artista plástico gallego. Su obra se encuentra próxima al arte conceptual, y se desarrolla  a través de diferentes medios como el ready-made, el collage, el dibujo o la instalación.

## Trayectoria
Doctor en Bellas Artes por la Universidad de Vigo y licenciado en Historia del arte por la Universidad de Santiago de Compostela.
Inició su carrera artística inmerso en la corriente de artistas que derivaron el cambio de dirección tomado por el arte gallego la finales del siglo XX. En 2001 realizó su primera exposición individual, Sample Collection, en la galería Ad hoc de Vigo. En 2002 fue seleccionado para formar parte del ciclo de exposiciones Miradas Virxes comisariada por David Barro, y en ese año también participó en la exposición Indisciplinados en el museo MARCO, integrándose en una selección de artistas que ilustraba manera el panorama del arte contemporánea emergente a nivel estatal.
Comenzó a participar regularmente en ferias nacionales e internacionales, como la feria de arte contemporáneo ARCO de Madrid en la que estuvo presente durante doce ediciones consecutivas, LOOP, Art Lisboa, Paper Positions Berlin o Drawing Now Paris. En 2003 Fandiño formó parte de la elección de artistas de la exposición Urbanitas. Esta exposición se convertirá años más tarde en una acontecimiento clave donde la selección de participantes retrata institucionalmente una nueva generación de artistas y unas obras que se distancian de la herencia recibida hacia nuevos comportamientos artísticos . En 2009 realizó una intervención para el Espacio Anexo del Museo de Arte Contemporáneo de Vigo. Visible en parte desde la calle la intervención reclamaba la atención al espectador no habitual convirtiéndose en una de las exposiciones más visitadas en la historia del museo.
En la segunda década del siglo su obra adquiere una dimensión más internacional al estar presente en muestras como el Salón Europeo de Jóvenes Creadores, la Bienal de Vídeo Arte de Tel Aviv, los Institutos Cervantes de Beijing y Sofía o la Bienal Internacional de Arte de Pontevedra. Durante los últimos años ha desarrollado proyectos expositivos para diferentes instituciones como La letra con sangre entra (2012), Micromonumentology (2016), La lutte Continue (2017) o Wunderkammer (2020). Su obra también está presente en numerosas muestras colectivas siendo las más notables las realizadas en el CGAC, Patio Herreriano, Círculo de Bellas Artes de Madrid y MARCO entre otras. Suso Fandiño forma parte de  una nueva generación de artistas gallegos que, herederos del Grupo Atlántica, van a articular una progresiva renovación hacia nuevos comportamientos y procedimientos artísticos.
En 2013 su obra y trayectoria fueron seleccionadas para integrar la selección de artistas presentes en el manual Arte Español Contemporáneo 1992 - 2013, editado por La Fábrica y dirigido por Rafa Doctor. Su serie Vous Etês Ici sobre el conflicto sirio recibió en 2016 el máximo galardón en el 24 Premio Internacional de Gráfica Máximo Ramos.
En el ámbito galerístico realiza colaboraciones periódicas con las galerías Ad hoc, T20, Trayecto y la norteamericana Maus Contemporary. Su obra forma  parte de colecciones públicas y privadas españolas e internacionales como el Centro Gallego de Arte Contemporáneo, la Fundación Coca Cola, la Fundación Pedro Barrié de la Maza, A Fundación o la Jan Michalski Fondation.
- La letra con sangre entra.[8]
- La lutte continue[9]

## Enlaces
- Compendio de bibliografía de o sobre Suso Fandiño en pintoresgallegos.com[1]
- Suso Fandiño en la colección A Fundación[2]

- Datos: Q100268113

1. ↑  «Bibliografía de Pintores Gallegos, Suso Fandiño». www.pintoresgallegos.com. Consultado el 23 de octubre de 2020.
2. ↑  «SUSO FANDIÑO - Afundación». www.afundacion.org. Consultado el 23 de octubre de 2020.